# Shorttrack-Europameisterschaften 2014
Die Shorttrack-Europameisterschaften 2014 waren die 18. Auflage der Shorttrack-Europameisterschaften und fanden vom 17. bis 19. Januar 2014 in der EnergieVerbund Arena in Dresden statt. Ausrichter war die Internationale Eislaufunion (ISU).
Insgesamt wurden vier Europameistertitel vergeben, jeweils einer im Mehrkampf und in der Staffel an Männer und Frauen. Um den Mehrkampfeuropameister zu ermitteln, bestritten die Athleten Wettkämpfe über die drei Distanzen 500 m, 1000 m und 1500 m. Die acht in der Mehrkampfwertung bestplatzierten Athleten nach diesen drei Strecken traten dann im 3000-m-Superfinale an.
Bei den Frauen gewann Jorien ter Mors den Mehrkampftitel. Sie siegte souverän vor Elise Christie und Arianna Fontana. Bei den Männern gewann Wiktor Ahn den Mehrkampftitel. Er setzte sich vor Semjon Jelistratow und Niels Kerstholt durch. Das Staffelfinale bei den Frauen gewann die Niederlande vor Großbritannien und Ungarn, bei den Männern siegte Russland vor der Niederlande und Deutschland.

## Teilnehmende Nationen
Insgesamt nahmen 130 Athleten aus 27 Ländern an den Europameisterschaften teil, darunter 72 Männer und 58 Frauen.
| Teilnehmende Nationen (Frauen/Männer)                                                    | Teilnehmende Nationen (Frauen/Männer)                                              | Teilnehmende Nationen (Frauen/Männer)                                         | Teilnehmende Nationen (Frauen/Männer)                                    | Teilnehmende Nationen (Frauen/Männer)                                    | Teilnehmende Nationen (Frauen/Männer) |
| ---------------------------------------------------------------------------------------- | ---------------------------------------------------------------------------------- | ----------------------------------------------------------------------------- | ------------------------------------------------------------------------ | ------------------------------------------------------------------------ | ------------------------------------- |
| Belarus (5/5) Belgien (0/1) Bosnien und Herzegowina (0/2) Bulgarien (5/2) Dänemark (0/1) | Deutschland (5/5) Frankreich (1/5) Großbritannien (4/5) Israel (0/1) Italien (5/5) | Kroatien (1/1) Lettland (1/2) Litauen (1/0) Luxemburg (0/1) Niederlande (5/5) | Österreich (2/1) Polen (5/5) Russland (5/5) Schweden (1/1) Schweiz (0/1) | Serbien (0/1) Slowakei (2/0) Spanien (0/2) Tschechien (1/1) Türkei (0/4) | Ukraine (4/5) Ungarn (5/5)            |

## Zeitplan
Der Zeitplan war parallel für Frauen und Männer wie folgt gestaltet.
Freitag, 17. Januar 2014
- 1500 m: Vorlauf, Halbfinale, Finale
- Staffel: Vorlauf

Samstag, 18. Januar 2014
- 500 m: Qualifikation, Vorlauf, Viertelfinale, Halbfinale, Finale
- Staffel: Halbfinale

Sonntag, 19. Januar 2014
- 1000 m: Vorlauf, Viertelfinale, Halbfinale, Finale
- 3000 m: Superfinale
- Staffel: Finale

## Ergebnisse

### Frauen

#### Mehrkampf
- In den Spalten 500 m, 1000 m, 1500 m und 3000 m ist erst angegeben, welche Platzierung der Athlet erreichte, dahinter in Klammern, wie viele Punkte er dafür erhielt.
- Jeder Athlet, der in ein Finale gekommen ist, erhält dort für seine Platzierung Punkte, von 34 Punkten für den ersten Platz geht es bis zu einem Punkt für den achten Platz. Tritt ein Athlet nicht an (DNS), wird er disqualifiziert (DSQ) oder erreicht er nicht das Ziel (DNF), bekommt er keine Punkte für die Mehrkampf-Wertung.

| Rang | Name               | Punkte | 500 m   | 1000 m  | 1500 m  | 3000 m  |
| ---- | ------------------ | ------ | ------- | ------- | ------- | ------- |
| 1.   | Jorien ter Mors    | 107    | 3. (13) | 2. (21) | 1. (34) | 1. (34) |
| 2.   | Elise Christie     | 63     | 6. (0)  | 1. (34) | 4. (8)  | 2. (21) |
| 3.   | Arianna Fontana    | 52     | 1. (34) | 10. (0) | 5. (5)  | 3. (13) |
| 4.   | Bernadett Heidum   | 37     | 16. (0) | 4. (8)  | 2. (21) | 4. (8)  |
| 5.   | Tatjana Borodulina | 37     | 2. (21) | 3. (13) | 7. (0)  | 6. (3)  |
| 6.   | Zsofia Konya       | 15     | 12. (0) | 9. (0)  | 3. (13) | 7. (2)  |
| 7.   | Martina Valcepina  | 13     | 4. (8)  | 21. (0) | 9. (0)  | 5. (5)  |

Jorien ter Mors erhielt fünf Bonuspunkte.

#### Einzelstrecken
500 Meter
| Rang | Name               | Zeit         |
| ---- | ------------------ | ------------ |
| 1.   | Arianna Fontana    | 0:43,885 min |
| 2.   | Tatjana Borodulina | 0:43,923 min |
| 3.   | Jorien ter Mors    | 0:44,233 min |
| 4.   | Martina Valcepina  | 0:44,475 min |
|      | Yara van Kerkhof   | DSQ          |

Datum: 18. Januar 2014
1000 Meter
| Rang | Name               | Zeit         |
| ---- | ------------------ | ------------ |
| 1.   | Elise Christie     | 1:30,489 min |
| 2.   | Jorien ter Mors    | 1:30,557 min |
| 3.   | Tatjana Borodulina | 1:30,650 min |
| 4.   | Bernadett Heidum   | 1:31,063 min |
|      | Veronique Pierron  | DSQ          |

Datum: 19. Januar 2014
1500 Meter
| Rang | Name             | Zeit         |
| ---- | ---------------- | ------------ |
| 1.   | Jorien ter Mors  | 2:35,748 min |
| 2.   | Bernadett Heidum | 2:36,574 min |
| 3.   | Zsofia Konya     | 2:36,762 min |
| 4.   | Elise Christie   | 2:49,505 min |
| 5.   | Arianna Fontana  | 3:52,050 min |
| 6.   | Yara van Kerkhof | DSQ          |

Datum: 17. Januar 2014
3000 Meter Superfinale
| Rang | Name               | Zeit         |
| ---- | ------------------ | ------------ |
| 1.   | Jorien ter Mors    | 5:53,121 min |
| 2.   | Elise Christie     | 5:59,126 min |
| 3.   | Arianna Fontana    | 5:59,272 min |
| 4.   | Bernadett Heidum   | 5:59,636 min |
| 5.   | Martina Valcepina  | 5:59,700 min |
| 6.   | Tatjana Borodulina | 6:00,041 min |
| 7.   | Zsofia Konya       | 6:09,580 min |

Datum: 19. Januar 2014 

#### Staffel
| Rang | Name                                                                           | Zeit         |
| ---- | ------------------------------------------------------------------------------ | ------------ |
| 1.   | NiederlandeSanne van Kerkhof Jorien ter Mors Yara van Kerkhof Lara van Ruijven | 4:14,147 min |
| 2.   | GroßbritannienElise Christie Alex Stanley Charlotte Gilmartin Kathryn Thomson  | 4:15,497 min |
| 3.   | UngarnBernadett Heidum Szandra Lajtos Andrea Keszler Zsófia Kónya              | 4:15,873 min |
| 4.   | RusslandTatjana Borodulina Walerija Resnik Olga Beljakowa Sofja Proswirnowa    | 4:20,634 min |
| 5.   | ItalienElena Viviani Arianna Fontana Martina Valcepina Lucia Peretti           | 4:27,706 min |

Datum: 17. bis 19. Januar 2014

### Männer

#### Mehrkampf
- In den Spalten 500 m, 1000 m, 1500 m und 3000 m ist erst angegeben, welche Platzierung der Athlet erreichte, dahinter in Klammern, wie viele Punkte er dafür erhielt.
- Jeder Athlet, der in ein Finale gekommen ist, erhält dort für seine Platzierung Punkte, von 34 Punkten für den ersten Platz geht es bis zu einem Punkt für den achten Platz. Tritt ein Athlet nicht an (DNS), wird er disqualifiziert (DSQ) oder erreicht er nicht das Ziel (DNF), bekommt er keine Punkte für die Mehrkampf-Wertung.

| Rang | Name               | Punkte | 500 m   | 1000 m  | 1500 m  | 3000 m  |
| ---- | ------------------ | ------ | ------- | ------- | ------- | ------- |
| 1.   | Wiktor Ahn         | 102    | 1. (34) | 1. (34) | 9. (0)  | 1. (34) |
| 2.   | Semjon Jelistratow | 60     | 5. (0)  | 2. (21) | 1. (34) | 5. (5)  |
| 3.   | Niels Kerstholt    | 34     | 11. (0) | 17. (0) | 2. (21) | 3. (13) |
| 4.   | Wladimir Grigorjew | 26     | 3. (13) | 3. (13) | 17. (0) | 9. (0)  |
| 5.   | Freek van der Wart | 19     | 23. (0) | 6. (0)  | 3. (13) | 8. (1)  |
| 6.   | Yuri Confortola    | 16     | 15. (0) | 4. (8)  | 13. (0) | 4. (8)  |
| 7.   | Sébastien Lepape   | 11     | 4. (8)  | 16. (0) | DSQ (0) | 6. (3)  |
| 8.   | Roberto Puķītis    | 10     | 24. (0) | 20. (0) | 4. (8)  | 7. (2)  |
| 9.   | Anthony Lobello    | 5      | 18. (0) | 19. (0) | 5. (5)  |         |
| 10.  | Thibaut Fauconnet  | 3      | 6. (0)  |         | 6. (3)  |         |

Freek van der Waart erhielt fünf Bonuspunkte.

#### Einzelstrecken
500 Meter
| Rang | Name               | Zeit         |
| ---- | ------------------ | ------------ |
| 1.   | Wiktor Ahn         | 0:40,644 min |
| 2.   | Sjinkie Knegt      | 0:40,734 min |
| 3.   | Wladimir Grigorjew | 0:40,920 min |
| 4.   | Sébastien Lepape   | 0:41,084 min |

Datum: 18. Januar 2014
1000 Meter
| Rang | Name               | Zeit         |
| ---- | ------------------ | ------------ |
| 1.   | Wiktor Ahn         | 1:24,940 min |
| 2.   | Semjon Jelistratow | 1:25,215 min |
| 3.   | Wladimir Grigorjew | 1:25,091 min |
| 4.   | Yuri Confortola    | 1:25,413 min |

Datum: 19. Januar 2014
1500 Meter
| Rang | Name               | Zeit         |
| ---- | ------------------ | ------------ |
| 1.   | Semjon Jelistratow | 2:14,541 min |
| 2.   | Niels Kerstholt    | 2:14,734 min |
| 3.   | Freek van der Wart | 2:15,650 min |
| 4.   | Roberto Puķītis    | 2:15,702 min |
| 5.   | Anthony Lobello    | 2:20,760 min |
| 6.   | Thibaut Fauconnet  | 2:45,414 min |
| 7.   | Sjinkie Knegt      | 3:01,014 min |
|      | Sébastien Lepape   | DSQ          |

Datum: 17. Januar 2014
3000 Meter Superfinale
| Rang | Name               | Zeit         |
| ---- | ------------------ | ------------ |
| 1.   | Wiktor Ahn         | 4:47,462 min |
| 2.   | Sjinkie Knegt      | 4:47,582 min |
| 3.   | Niels Kerstholt    | 4:47,763 min |
| 4.   | Yuri Confortola    | 4:47,972 min |
| 5.   | Semjon Jelistratow | 4:48,196 min |
| 6.   | Sébastien Lepape   | 4:48,679 min |
| 7.   | Roberto Puķītis    | 5:08,441 min |
| 8.   | Freek van der Wart | 5:33,538 min |
| 9.   | Wladimir Grigorjew | 6:03,350 min |

Datum: 19. Januar 2014

#### Staffel
| Rang | Name                                                                       | Zeit         |
| ---- | -------------------------------------------------------------------------- | ------------ |
| 1.   | RusslandWladimir Grigorjew Wiktor Ahn Dmitri Migunow Semjon Jelistratow    | 6:45,803 min |
| 2.   | NiederlandeNiels Kerstholt Freek van der Wart Daan Breeuwsma Sjinkie Knegt | 6:46,072 min |
| 3.   | DeutschlandPaul Herrmann Robert Seifert Christoph Schubert Daniel Zetzsche | 6:48,313 min |
| 4.   | ItalienYuri Confortola Anthony Lobello Davide Viscardi Tommaso Dotti       | 7:08,946 min |

Datum: 17. bis 19. Januar 2014

## Medaillenspiegel
| Platz  | Land           | Gold | Silber | Bronze | Gesamt |
| ------ | -------------- | ---- | ------ | ------ | ------ |
| 1      | Niederlande    | 2    | 1      | 1      | 4      |
| 2      | Russland       | 2    | 1      | –      | 3      |
| 3      | Großbritannien | –    | 2      | –      | 2      |
| 4      | Deutschland    | –    | –      | 1      | 1      |
| 4      | Italien        | –    | –      | 1      | 1      |
| 4      | Ungarn         | –    | –      | 1      | 1      |
| Gesamt | Gesamt         | 4    | 4      | 4      | 12     |